# Sophisme de composition
Le sophisme de composition est un sophisme qui consiste à attribuer au tout une propriété applicable à une de ses parties. 

## Définition
Le sophisme de composition se base sur une déduction erronée et la confusion entre conditions nécessaires et suffisantes. Il consiste à attribuer les propriétés des parties d'un ensemble à l'ensemble lui-même,.
Il s'oppose au sophisme de division qui consiste, lui, à prétendre que la propriété que possède un ensemble peut s'appliquer à une ou plusieurs de ses parties,.
Il ne faut pas le confondre avec le sophisme de généralisation abusive, ni avec le sophisme par association.

## Exemples
- « Toutes les pièces de ce bateau coulent, donc ce bateau coule[5]. »
- « Les plumes remplissant ce sac de plumes sont légères, donc ce sac est léger. »
- « Ce bateau est construit avec des matériaux excellents, c'est donc un excellent bateau[2]. »
- « Chacun est bon dans l'équipe, vous allez réussir ce challenge[6]. » : dire qu'une équipe de football composée des meilleurs joueurs d'un championnat sera nécessairement la meilleure équipe du championnat.

## En économie
La science économique a beaucoup étudié les sophismes de composition du fait de la disjonction entre le niveau microéconomique et le niveau macroéconomique. 

### Adam Smith et la«folie dans un grand royaume»
Dans les Recherches sur la nature et les causes de la richesse des nations, Adam Smith s'oppose à la possibilité d'une disjonction entre le niveau micro et le niveau macroéconomique. Il écrit : « Ce qui est prudence dans la conduite de chaque famille en particulier, ne peut guère être folie dans celle d'un grand empire ».

### John M. Keynes et le paradoxe de l'épargne
John Maynard Keynes défend dans sa Théorie générale de l'emploi, de l'intérêt et de la monnaie le paradoxe de l'épargne. Selon lui, l'économie classique est basée sur un sophisme de composition. Les économistes classiques affirment qu'épargner est bon pour un individu, et que par conséquent, épargner est bon collectivement. Keynes remarque que si l'épargne est positive d'un point de vue individuel, elle a des effets négatifs d'un point de vue global car elle comprime la demande effective et donc fait augmenter le chômage : « la généralisation de l'optimalisation d'un comportement individuel n'apporte aucune certitude quant à l'amélioration globale de la situation. »

## Sophismemodo hoc
Le sophisme modo hoc (lat. pour "juste ceci") est l'erreur consistant à assigner un sens à un existant sur la base de ses composés ou de ses propriétés constituantes et de le comparer à des choses composées des mêmes choses auxquelles une autre valeur est attribuée. Par exemple, le naturalisme philosophique que bien que tout être humain soit composé de matière en mouvement et d'énergie, on ne peut pas pour autant affirmer que les caractéristiques inhérentes aux éléments et aux réactions physiques qui nous constituent suffisent à définir notre sens dans la vie ; une personne vivante et une personne morte sont composées de la même matière mais n'ont pas la même "valeur". Être composé de la même matière atomique qu'un arbre, et considérer l'existence des arbres comme n'ayant pas de valeur particulière, ne fait pas de sa propre vie une chose sans valeur au prétexte de n'être "que" des atomes comme les arbres.